# Monty Python and the Holy Grail
Monty Python and the Holy Grail és un pel·lícula britànica escrita i interpretada en 1975 pel grup de comèdia Monty Python i dirigida per Terry Gilliam i Terry Jones. Va ser concebuda durant el descans entre la tercera i quarta temporades de la seva sèrie de televisió de la BBC Monty Python's Flying Circus.
A diferència de la primera pel·lícula del grup, And Now for Something Completely Different, una recopilació de sketchos de les dues primeres sèries de televisió, Holy Grail es basa en un nou material, parodiant la llegenda de la recerca del Sant Greal pel rei Artús. 30 anys més tard, Idle va utilitzar la pel·lícula com a base del musical Spamalot.

## Argument
L'any 932 el rei Artús i el seu escuder, Patsy, viatgen per Gran Bretanya buscant homes per unir-se als Cavallers de la Taula Rodona. Arthur recluta Sir Bedevere the Wise, Sir Lancelot the Brave, Sir Galahad the Pure, Sir Robin, The Not-Quite-So-Brave-as-Sir-Lancelot, i Sir Not-Appearing-in-this-Film, juntament amb els seus escuders i els trobadors de Robin. Arthur lidera els homes a Camelot, però decideix que és "un lloc de ximples" i marxa. A mesura que s'aparten, Déu (una imatge de W. G. Grace) els parla i li dona a Arthur la tasca de trobar el Sant Greal.

## Recepció
Monty Python and the Holy Grail van recaptar més que qualsevol pel·lícula britànica que es va exhibir als Estats Units el 1975. Als Estats Units, va ser seleccionada com la segona millor comèdia de tots els temps en l'especial de l'American Broadcasting Company Best in Film: The Greatest Movies of Our Time. Al Regne Unit, els lectors de la revista Total Film la van classificar com la cinquena millor pel·lícula de comèdia de tots els temps; una enquesta semblant als televidents de Channel 4 la va col·locar sisena en 2000.